# Zeichengabekanal
Ein Zeichengabekanal ist in vermittelnden Nachrichtennetzen ein Übertragungskanal für die Signalisierung. Wenn er innerhalb eines individuellen Nachrichtenverbindungsweges zentralisiert für ein ganzes Leitungsbündel  zwischen zwei Vermittlungsstellen realisiert ist, wird er als Zentraler Zeichengabekanal (ZZK) (common signalling channel) bezeichnet. Er kann aber auch unabhängig von einzelnen Leitungsbündeln für die Übertragung von vermittlungstechnischen Informationen zwischen den Zeichengabetransferstellen (Signalling Transfer Point) realisiert sein. Je nachdem, ob der Zeichengabekanal einem Leitungsbündel fest zugeordnet ist oder nicht, wird zwischen assoziiertem oder nichtassoziiertem Zeichengabekanal unterschieden.